# Carentan
Carentan is een stad en voormalige gemeente in het Franse departement Manche in de regio Normandië en telt 6058 inwoners (2008). De stad maakt deel uit van de gemeente Carentan-les-Marais.

## Geschiedenis
De plaats ontstond in de 10e eeuw. De hertogen van Normandië hadden hier een kasteel. De Engelse koning Jan zonder Land verbleef regelmatig in het kasteel maar Carentan opende in 1204 haar poorten voor koning Filips II van Frankrijk. In 1240 beval koning Lodewijk IX de bouw van een stadsmuur. Carentan was een van de vier burggraafschappen van Cotentin.
Bij het begin van de Honderdjarige Oorlog werd de stad in juli 1346 ingenomen door het leger van koning Eduard III van Engeland dankzij het verraad van enkele Franse ridders. De Fransen namen de stad weer in en stelden de ridders Roland de Verdun en Nicolas de Grouchy terecht in Saint-Lô. Als represaille liet Eduard III Carentan plunderen en platbranden. Het kasteel en de stadsmuren werden gesloopt; enkel de kerk bleef gespaard. In 1364 heroverde Bertrand du Guesclin de stad op de Engelsen. De stad beschikte toen al over een nieuwe burcht. In 1417 gaf de stad zich over aan een Engels leger. De Engelsen versterkten de stadsmuur en begonnen met de bouw van een nieuwe kerk. In 1449 werd Carentan opnieuw Frans.
In de middeleeuwen had Carentan een handelshaven. Schepen tot 200 ton voeren tot onder de stadsmuren. Maar door verzanding van de Gouffres, een zijrivier van de Taute, was deze haven tegen 1700 onbruikbaar geworden. Stroomafwaarts op de Taute kwam er een nieuwe haven. In een poging om de moerassen rond de stad droog te leggen werden afwateringskanalen gegraven. Aan het begin van de 19e eeuw werd het Canal du Haut-Dick gegraven dat ook diende voor de scheepvaart en in 1850 werd de nieuwe haven, die in verbinding stond met dit kanaal, in gebruik genomen.
Na de Franse Revolutie verloor de stad haar regionale rol als administratief en gerechtelijk centrum. Saint-Lô werd gekozen als onderprefectuur van een arrondissement van Manche.
In 1944 vond hier tijdens de invasie in Normandië de Slag om Carentan plaats.
Na de oorlog verloor de haven haar handelsfunctie en in 1983 werd ze in gebruik genomen als jachthaven.
Op 1 januari 2016 fuseerde de gemeente Carentan met Angoville-au-Plain, Houesville en Saint-Côme-du-Mont tot de huidige gemeente Carentan-les-Marais, waarvan Carentan de hoofdplaats werd. Deze gemeente maakt deel uit van het arrondissement Saint-Lô.

## Geografie
De oppervlakte van Carentan bedraagt 15,7 km², de bevolkingsdichtheid is 403,8 inwoners per km².
Carentan ligt aan de oostkust van het schiereiland Cotentin.
In de plaats ligt spoorwegstation Carentan.
De onderstaande kaart toont de ligging van Carentan met de belangrijkste infrastructuur en aangrenzende gemeenten.

## Demografie
Onderstaande figuur toont het verloop van het inwonertal (bron: INSEE-tellingen).

## Afbeeldingen

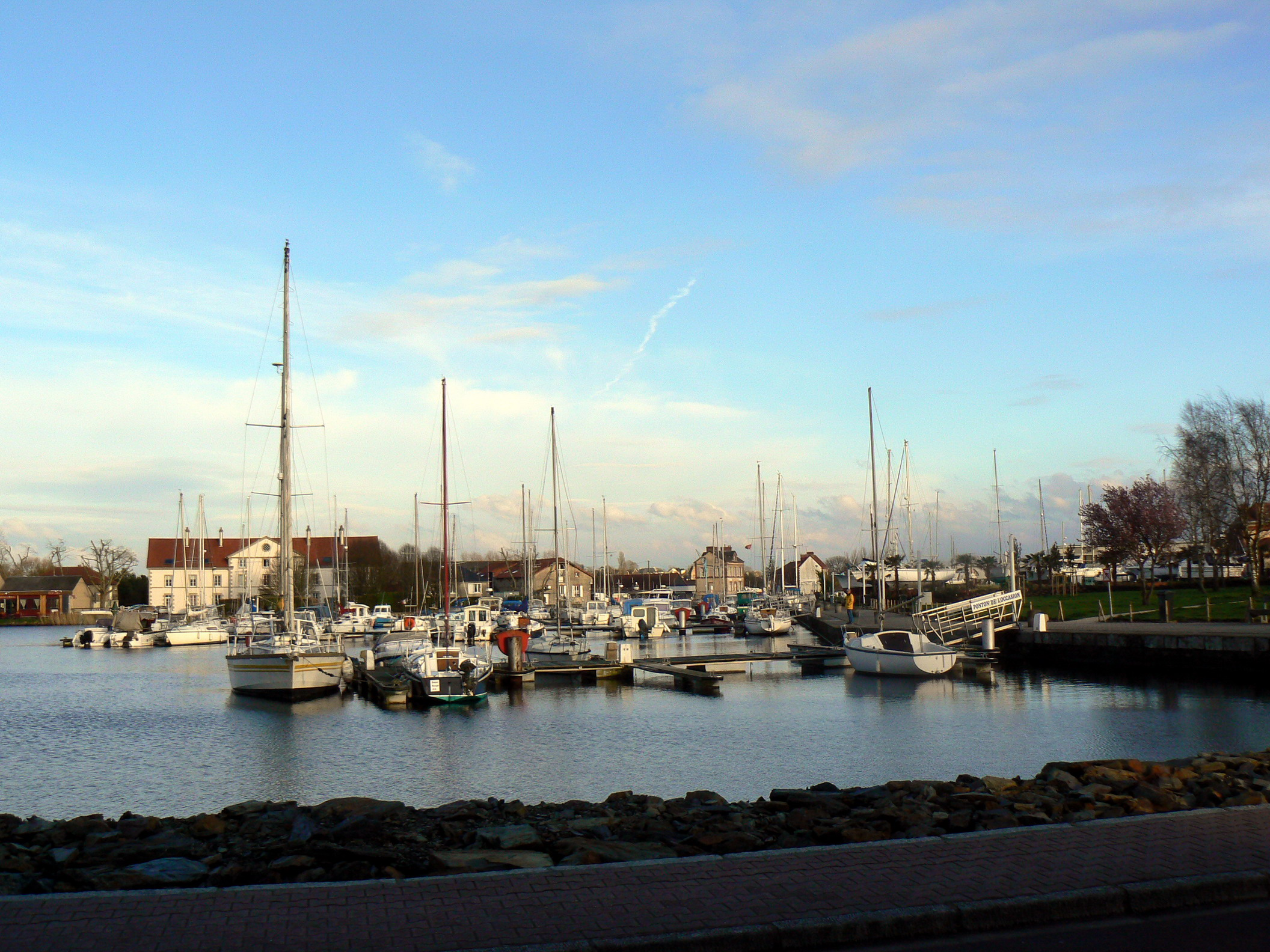
De jachthaven van Carentan
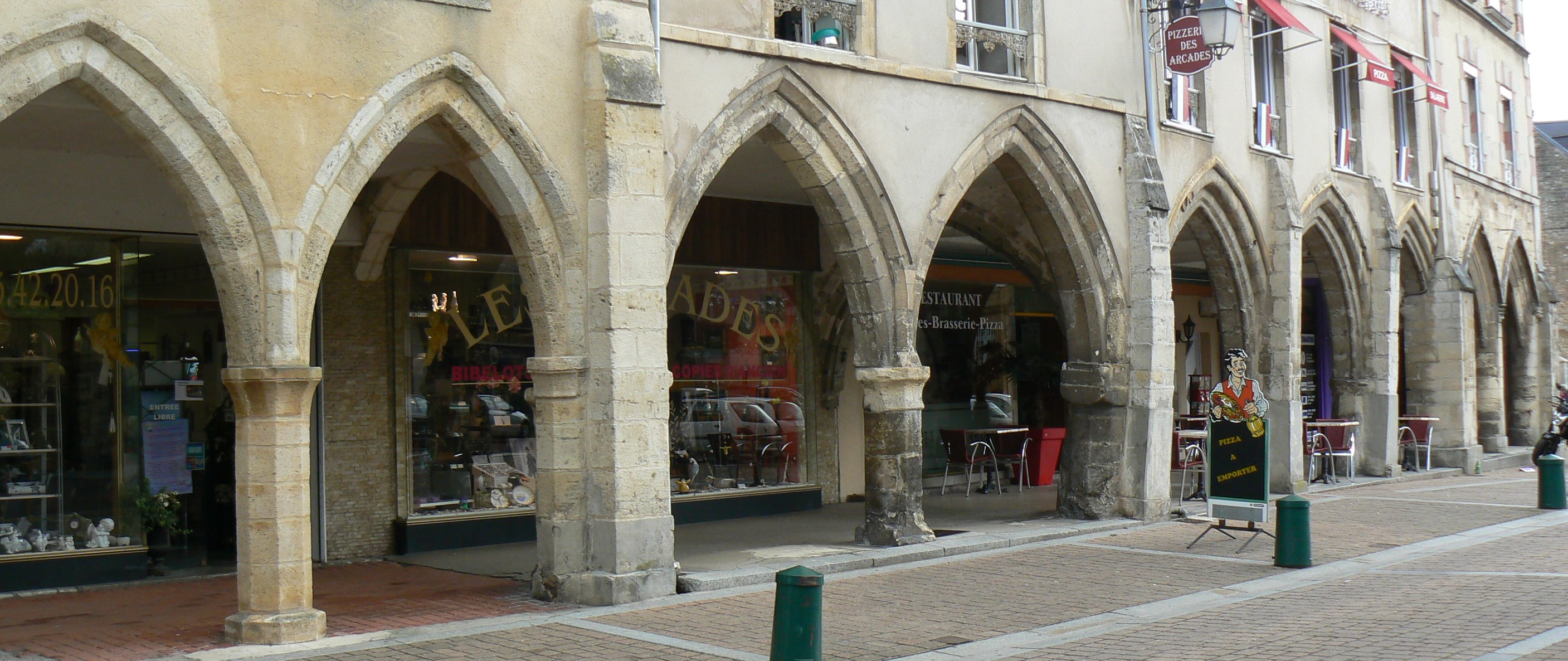
Place de la République
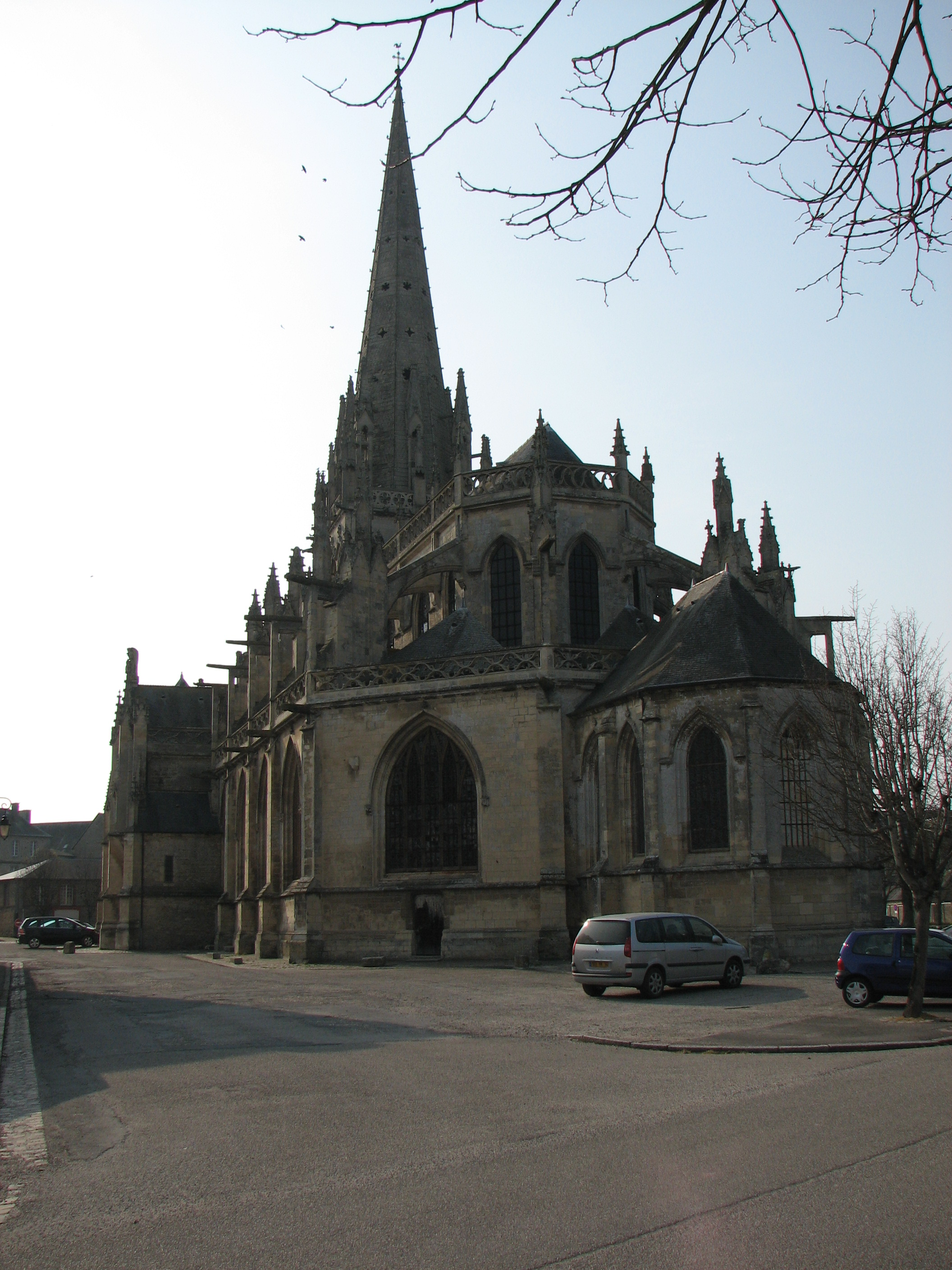
Notre-Damekerk

 Angoville-au-Plain · Brévands · Brucheville · Carentan · Catz · Houesville · Montmartin-en-Graignes · Saint-Côme-du-Mont · Saint-Hilaire-Petitville · Saint-Pellerin · Les Veys · Vierville